# Шмитт, Кристина
Кристина Шмитт (нем. Christine Schmitt, род. 26 мая 1953, Росток, ГДР), позднее Кристина Дрессель (нем. Christine Dressel), — восточногерманская спортивная гимнастка.
Серебряная медалистка Олимпийских игр 1972 года в Мюнхене в командных соревнованиях (в составе команды ГДР). В личном многоборье была пятнадцатой.

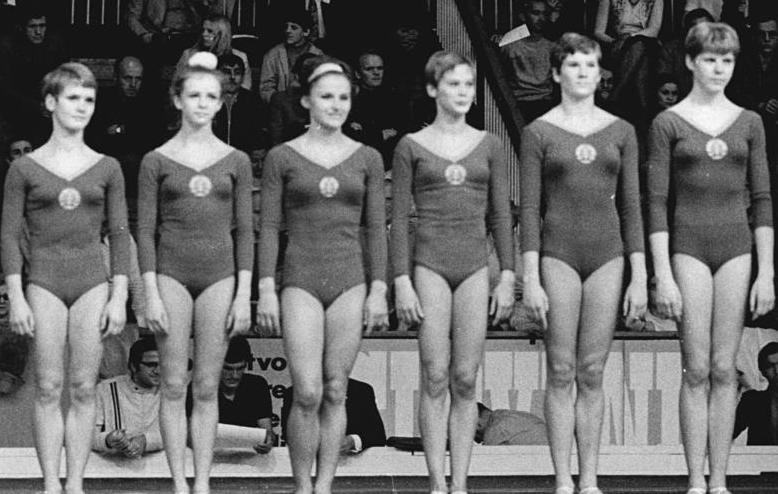
Команда гимнасток ГДР на чемпионате мира по спортивной гимнастике в Любляне в 1970 году, слева направо: Карин Янц, Рихарда Шмайсер, Эрика Цухольд, Ангелика Хельман, Марианна Ноак и Кристина Шмитт

Кроме того, двумя годами ранее, в 1970 году, завоевала серебро в команде на чемпионате мира в Любляне (Югославия).
Кавалер ордена «За заслуги перед Отечеством» 3-й степени (в бронзе).